# Weyer (Austria)
Weyer es una localidad del distrito de Steyr, en el estado de Alta Austria, Austria, con una población estimada a principio del año 2018 de 4258 habitantes. 
Se encuentra ubicada al sureste del estado, a la orilla del río Enns -afluente derecho del Danubio-, cerca de la frontera con los estados de Baja Austria y Estiria, y al sur de la ciudad de Linz —la capital del estado—.